# تشان (جم)
تشان روستایی از توابع بخش ریز شهرستان جم استان بوشهر در جنوب ایران. 

## ریشه نام
فرهنگ دهخدا واژه تشان را «کهنه گردیدن مشک» و «درآمیخته شدن» ترجمه کرده‌است که واژه‌ای با ریشه عربی است. باتوجه به اینکه روستاهای همسایهٔ این روستا اغلب از نام‌های پارسی برخوردارند، و با توجه به اینکه روستای تشان از روستاهای کهن است، در نظر گرفتن ریشه عربی برای نام آن کمی دور از ذهن به نظر می‌رسد.
از سوی دیگر، به ادعای برخی از اهالی این روستا، نام این روستا برگرفته از سرخی انارهای این روستاست که در سال‌های گذشته به دلیل خشکسالی از بین رفته‌اند.
اما نکته‌ای که در ریشه یابی نام این روستا می‌تواند قابل توجه باشد، جایگیری این روستا بر روی ابرفت‌های مربوط به کوه «سرخان» است. کوهی که اغلب از ماسه سنگ‌های و کنگلومراهای سرخ رنگ سازند بختیاری پدید آمده و با توجه به تابش آفتاب اغلب رنگ سرخ تیره یا آتشین از خود به نمایش می‌گذارد. شاید بتوان دلیل نامگذاری این روستا را به کوه سرخان نسبت داد.
همچنین مییتوان نام آن را به وزش بادهای گرم در فصل تابستان موسوم به تش باد (به زبان محلی) نسبت داد.

## پژوهش های باستان شناسی
تاکنون پژوهش های باستان شناختی اندکی در مورد این روستا انجام شده است. در این راستا می توان به یک پژوهش برجسته و پیشرو اشاره کرد. در مارس 1983، مرکز پژوهش های باستان شناسی ایران و مرکز پژوهش های سیراف، یک پژوهش میدانی در مورد دره های بلند شمال سیراف را آغاز کردند. این گروه به بررسی دره جم (سه روز) و به سوی دره دژگاه (نه روز) پرداختند. جالب است بدانید سفرهای پژوهشی به دلیل دشواری مسیر، تنها با الاغ امکان پذیر بود. این پژوهش ها در پایه، برای شناخت بیشتر سیراف و دلایل سکونت و گسترش آن انجام شد (Whitcomb, 2009). 

## جمعیت
این روستا در دهستان دهستان تشان قرار دارد و بر اساس سرشماری سال ۱۳۸۵ جمعیت آن (۲۴۱ خانوار) ۱۰۹۹ نفر است.